# State University of New York

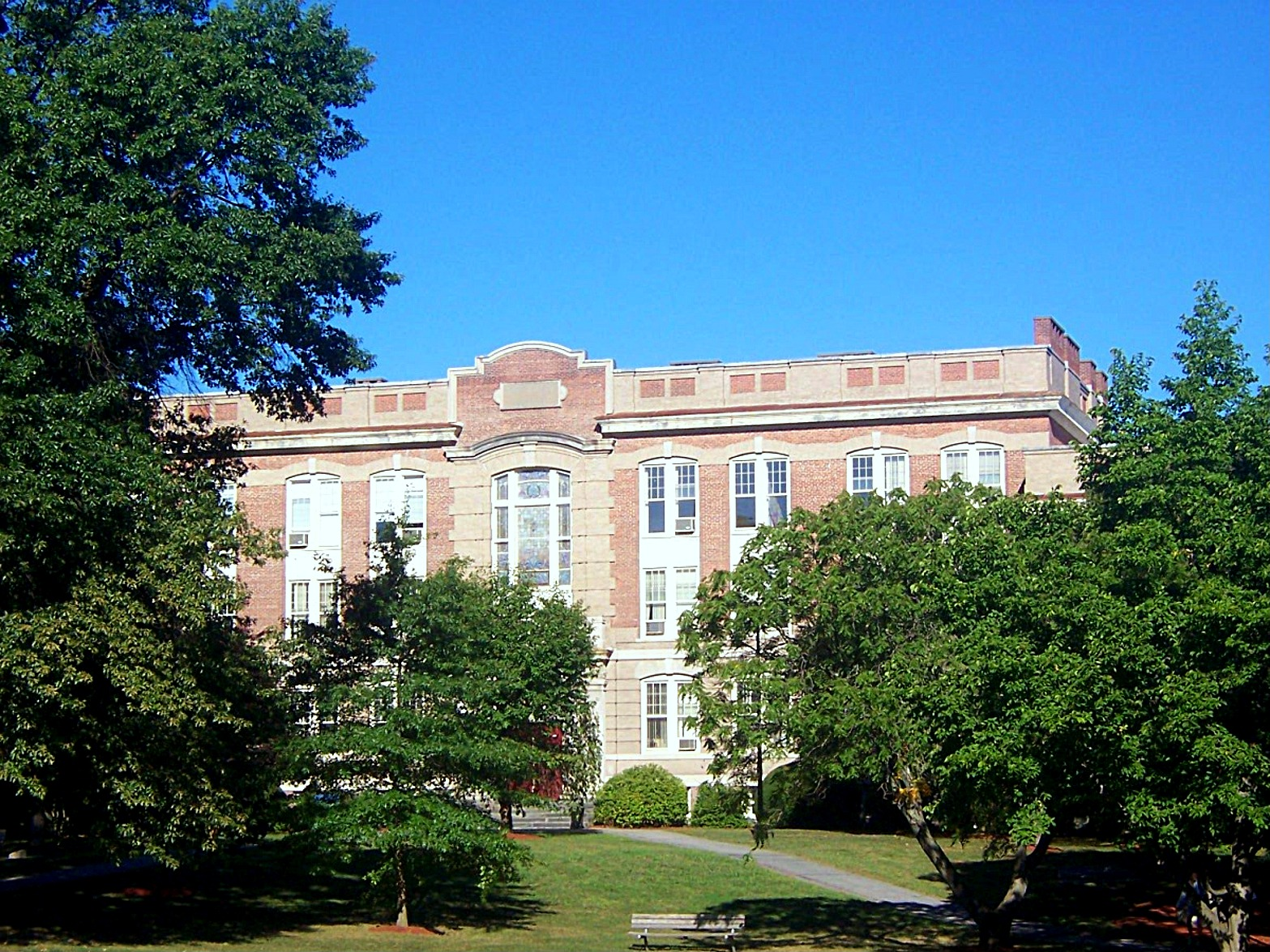
Den gamla huvudbyggnaden, SUNY New Paltz.

State University of New York (SUNY) är ett delstatligt universitet i staten New York, USA. Det grundades 1816 och har idag studier vid fyra universitetscentra, femton högskolor (colleges) och åtta tekniska högskolor samt trettio lokala högskolor (community colleges). SUNY är det största universitetssystemet i USA och ett av de största i världen.
Universitetet i Buffalo etablerades ursprungligen 1846 som ett privat universitet med medicinsk fakultet, som  1962 fusionerades med State University of New York. I dag är universitetet i Buffalo (State University of New York at Buffalo) själva flaggskeppet i det statliga universitetssystemet i New York. State University of New York at Buffalo är medlem av Association of American Universities.

## Universitetscenters
- Binghamton University
- Stony Brook University
- University at Albany
- University at Buffalo
- North Country Community College